# Escola de la Colònia Güell
L'Escola de la Colònia Güell és una obra del municipi de Santa Coloma de Cervelló (Baix Llobregat) inclosa en l'Inventari del Patrimoni Arquitectònic de Catalunya.

## Descripció
Es tracta d'un edifici, juntament amb la Casa del Mestre, netament diferenciat de la resta de la colònia, per materials, disposició i estructura. És de planta irregular, recobert amb lloses de pedra i remarcant amb maó vist les obertures, la sanefa sota el ràfec i part del mur del primer pis, justament la que dona als terrats que, a la seva alçada envolten gairebé ¾ parts de l'edifici. Malgrat la seva aparença historiada, és de gran funcionalitat, amb profusió de finestres per afavorir el treballs dels nens i situat en un extrem de la Colònia envoltat de pins per millorar el seu lleure. La coberta és de teula àrab a quatre aigües i en la distribució de les obertures (grans a la planta baixa i petites i agrupades en fileres al primer pis) es veu la tendència historicista dominant en la majoria dels edificis singulars de la Colònia Güell.

## Història
L'escola es va construir quan ja estaven pràcticament finalitzada totes les altres construccions de la colònia, a excepció de l'església que, malgrat haver estat projectada una desena d'anys abans, es va construir a ritme morós i es va deixar finalment inacabada.
El 1914, doncs, es va finalitzar l'escola i la casa del mestre, dos edificis bessons, units per un pont de maó i diferents substancialment en la seva concepció espacial, tal com es deriva de les diverses funcions per a les que van estar creats.
L'escola manté la seva docència.